# Rijksvoogd
Een Rijksvoogd (Duits: Reichsvikar; Latijn: vicarius imperii of provisor imperii) was de titel voor de plaatsvervanger van de keizer van het Heilige Roomse Rijk. De titel is op aandringen van Paus Innocentius III ingevoerd en bevestigd in 1356 bij de Gouden Bul. De titel is verwant aan de Romeinse titel vicarius en de Arabische titel vizier.
Oorspronkelijk kwam de titel toe aan de graven van de Palts. Bij de vrede van Westfalen (1648) kwam de titel terecht bij de hertogen van Beieren. In het Rooms-Duitse keizerrijk heerste eeuwenlang een wankel evenwicht tussen het huis Habsburg (aartshertog van Oostenrijk) en het huis Wittelsbach (hertog van Beieren). Dit evenwicht werd onder meer in stand gehouden omdat Habsburg de keizerstitel kon claimen en Wittelsbach die van Rijksvoogd. Bij het uitsterven van het huis Wittelsbach kwam de titel weer terug bij de Paltsgraven.
De rijksvoogd trad op als keizer als de keizer te ziek was om te regeren, overleden was of in het buitenland vertoefde. Hij was beschermheer, voorzitter van het Bloedgericht, vertegenwoordiger van de rijksgoederen (het rijksland, rijkssteden en rijkskloosters) en rijksrechten.
De titel hield op te bestaan in 1806.

## Verder lezen
- art. Reichsvikare, in Meyers Großes Konversations-Lexikon 16 (19086), p. 746.